# Palau d'Estiu de l'Arquebisbe
El Palau d'Estiu de l'Arquebisbe (en eslovac: etný arcibiskupský palác) és un palau a Bratislava on es troben oficines del govern d'Eslovàquia (l'Oficina de Govern de la República Eslovaca).>
El palau restaurat amb un jardí anglès és inaccessible al públic. Va ser originalment, al segle xvii, una residència d'estiu del renaixement per als arquebisbes de Esztergom (ja que havia estat ocupat per l'Imperi Otomà el 1543, els arquebisbes es van assentar a Bratislava). L'escultor barroc Georg Rafael Donner va tenir un estudi en el jardí del palau durant gairebé 10 anys.